# Бузиновка (Волгоградская область)
Бузиновка — хутор в Калачёвском районе Волгоградской области. Административный центр Бузиновского сельского поселения.
Основан в XIX веке как посёлок Царицынский.
Население — 645 (2010)

## История
Основан в XIX веке как посёлок Царицынский. Точная дата основания не установлена. Согласно Списку населённых мест Земли Войска Донского в 1859 году посёлок Царицынский (Бузиновский) относился к юрту станицы Пятиизбянской Второму Донскому округу. В хуторе имелось 36 дворов, проживало 410 душ мужского и 393 женского пола. Согласно Списку населённых мест Области Войска Донского по переписи 1873 года посёлок Царицынско-Бузиновский уже являлся центром самостоятельной Бузиновской волости. В посёлке имелось 131 двор, проживало 451 душ мужского и 403 женского пола
К 1897 году посёлок получил статус слободы. Согласно переписи населения 1897 года в слободе Бузиновка проживало 806 душ мужского и 708 женского пола. К началу Первой мировой войны население слободы составило более 3000 человек
В 1921 году в составе Второго Донского округа включен в состав Царицынской губернии. В 1928 году Бузиновка вошла в состав Калачевского района Сталинградского округа Нижневолжского края (с 1934 года — Сталинградский край, с 1936 года — Сталинградская область, с 1961 года — Волгоградская область).

## Общая физико-географическая характеристика
Бузиновка расположена в степной зоне в пределах Ергенинской возвышенности, относящейся к Восточно-Европейской равнине, на реке Донская Царица, на высоте около 60 метров над уровнем моря. Рельеф местности холмисто-равнинный, осложнён балками и оврагами. Почвенный покров комплексный: распространены каштановые солонцеватые и солончаковые и солонцы (автоморфные).
По автомобильным дорогам расстояние до областного центра города Волгограда составляет 84 километра, до районного центра города Калач-на-Дону — 52 километра. 
Климат
Климат умеренный континентальный с жарким и засушливым летом и малоснежной, иногда с большими холодами, зимой. Согласно классификации климатов Кёппена климат характеризуется как влажный континентальный (индекс Dfa). Температура воздуха имеет резко выраженный годовой ход. Среднегодовая температура положительная и составляет + 8,8 °С, средняя температура января −6,8 °С, июля +24,4 °С. Расчётная многолетняя норма осадков — 370 мм, наибольшее количество осадков выпадает в декабре (39 мм) и июне (38 мм), наименьшее в марте (23 мм).
Часовой пояс
Бузиновка, как и вся Волгоградская область, находится в часовой зоне МСК (московское время). Смещение применяемого времени относительно UTC составляет +3:00.

## Население
Динамика численности населения по годам:
| 1859 | 1873 | 1897 | 1915 |
| ---- | ---- | ---- | ---- |
| 803  | 854  | 1514 | 3369 |

| 2010 |
| ---- |
| 645  |